# 赵屹鸥
赵屹鸥（1966年8月5日—），出生于上海市，毕业于中国人民解放军空军第六飞行学院和上海戏剧学院，为著名导演、演员、主持人。

## 简介
1986年，赵屹鸥考入中国人民解放军空军第六飞行学院。
1988年，赵屹鸥又考入上海戏剧学院导演系。
1992年，赵屹鸥开始当演员，同年，他担任上海电视台节目主持人。
1994年，赵屹鸥调入上海电视台电视剧制作中心担任电视剧导演。
1997年，赵屹鸥担任上海东方卫视《科学欢乐城》节目主持人。
1999年，赵屹鸥担任中国中央电视台《神州大舞台》节目主持人。
2000年，赵屹鸥担任阳光卫视《千年回望之未解之谜》节目主持人，同年担任中国中央电视台《城市平台》节目主持人。
2004年主持中央电视台《欢乐中国行》。
2011年开始主持河北卫视《万事如意》。配音、导演、主持、表演、出书，这些都是赵屹鸥热爱的事业。
2011年，主持深圳卫视全新代际互动综艺节目《年代秀》，节目中鸥哥沉稳、大体、风趣、幽默的主持获得了年代秀观众的肯定和支持。

## 作品

### 话剧
- 1992年，《情人》、《皆大欢喜》、《一个黑人中士之死》
- 1996年，《鼠疫》

### 电视剧和电影
- 1994年，《百事乐》、《打官司找我们》
- 1995年，《官场现形记》
- 1996年，《华罗庚》
- 1997年，《周恩来在上海》饰演 潘汉年
- 1998年，《禁闭》、《希望来临》
- 2000年，《你快乐所以我快乐》、《上海男女》
- 2001年，《爱情星期天》

### 电视节目
- 1997年，《科学欢乐城》
- 1999年，《神州大舞台》
- 2000年，《千年回望之未解之谜》、《城市平台》
- 2011年，深圳卫视《年代秀》
- 2014年，廣東卫视《HELLO中國》

## 奖项
| 年份   | 作品             | 奖项                         | 是否得奖 | 备注  |
| ------ | ---------------- | ---------------------------- | -------- | ----- |
| 1992年 | 皆大欢喜         | 白玉兰戏剧表演奖             | 提名     | [ 1 ] |
| 1992年 | 一个黑人中士之死 | 白玉兰戏剧表演奖最佳男配角奖 | 獲獎     | [ 1 ] |
| 1992年 | 一个黑人中士之死 | 电视飞天奖最佳男主角奖       | 提名     | [ 1 ] |
| 1996年 | 华罗庚           | 电视飞天奖最佳男主角奖       | 提名     | [ 1 ] |